# 切廖穆哈村
切廖穆哈村（俄语：Село Черёмуха）是俄罗斯联邦阿斯特拉罕州克拉斯内亚尔区所属的一个村。其下辖有1个居民点，行政中心为切廖穆哈。据2015年统计，该村的人口为1214人。